# Лоран Дюбрей
Лоран Дюбрей (25 липня 1992 , Квебек ) — каналський ковзаняр, срібний призер Олімпійських ігор 2022 року, чемпіон світу.

## Олімпійські ігри
| Рік  | Місто                     | 500 метрів | 1000 метрів |
| ---- | ------------------------- | ---------- | ----------- |
| 2018 | Пхьончхан, Південна Корея | 18         | 25          |
| 2022 | Пекін, Китай              | 4          | 2           |

## Чемпіонат світу
| Рік  | Місто                  | 5000 метрів | 10000 метрів |
| ---- | ---------------------- | ----------- | ------------ |
| 2017 | Каннин, Південна Корея | 9           | 8            |
| 2019 | Інцель, Німеччина      | 14          | 13           |
| 2020 | Солт-Лейк-Сіті, США    | 6           | 3            |
| 2021 | Геренвен, Нідерланди   | 1           | 3            |